# Carlota Ayub
Carlota Ayub Larrousse, també coneguda pel nom de vídua Carlota Ayub de Quesada, (San Rafael, Mendoza, Argentina, 11 de novembre de 1924 - El Masnou, 28 de maig de 2021) va ser una activista pels drets humans argentina, cofundadora de l'associació Àvies de la Plaza de Mayo i de la Comissió de Solidaritat amb Familiars de Desapareguts a l'Argentina (COSOFAM).

## Trajectòria
Ayub va néixer a la localitat argentina de San Rafael, a la província de Mendoza, l'any 1924 (o l'11 de novembre de 1925) i es va casar amb el diplomàtic de Salut Pública del Govern argentí Enrique de Quesada amb el qual va tenir quatre fills. L'any 1976, davant les persecucions i hostilitats de l'oposició de dreta patides per la seva família, i més concretament contra el seu marit i la seva tercera filla, Graciela, va decidir exiliar-se a terres catalanes. Així doncs, el 24 de març de 1976 es va instal·lar al municipi del Masnou, al Maresme. Un any més tard, es va assabentar que el 17 de març de 1977 els partidaris del cop d'estat militar realitzat el 1976 havien segrestat la seva filla Graciela, la qual estava embarassada de la seva recent parella Guillermo García Cano, a qui no va arribar a conèixer. El 9 de novembre de 1976, la dictadura ja havia assassinat a Luis Bearzi, la primera parella de la Graciela i pare dels seus fills, Mariano i Julia. Ja des d'Europa, i en successius viatges a l'Argentina, va aconseguir reconstruir el destí de la seva filla a base de testimonis de supervivents, els quals van confirmar que va romandre detinguda a la Brigada d'Investigacions de La Plata, a la Comissaria 5a i al Centre clandestí de detenció «La Cacha».
El 12 de setembre de 2013 la Ciudad Autónoma de Buenos Aires va declarar oficialment Carlota Ayub com a Personalitat Destacada en l'àmbit dels drets humans.
El 22 de març de 2016, en commemoració de 40è aniversari del cop d'estat argentí, Casa Amèrica Catalunya li va retre un acte d'homenatge al Masnou, en el qual fou obsequiada amb un ram de roses i una llarga ovació del públic assistent a l'auditori. A l'esdeveniment també hi participaren el primer tinent d'alcalde de Barcelona, Gerardo Pisarello; el representant de COSOFAM, Gabriel Jacovckis; i el director general de l'entitat amfitriona, Antoni Traveria. Més endavant, el 28 de març de 2020, l'Ajuntament del Masnou va inaugurar un memorial d'homenatge a les víctimes de la dictadura argentina, en el context del 44è aniversari del cop d'estat argentí. Situat al carrer de la República Argentina, davant del Centre d'Atenció Primària (CAP) del barri d'Ocata, aquest monument es va erigir per a satisfer les demandes de la COSOFAM, en general, i d'Ayub, en particular.
Va morir el 28 de maig de 2021 al municipi del Masnou, als 96 anys d'edat. Àvies de la Plaza de Mayo, en el comunicat d'anunci de la defunció, va manifestar el compromís de seguir buscant «aquest net o neta al qual ella no va arribar a abraçar però que sempre va esperar, per transmetre-li el seu amor i la seva lluita».